# Jay Idzes
Jay Idzes (Mierlo, 2 juni 2000) is een Nederlands-Indonesische voetballer die doorgaans als middenvelder speelt. Sinds juni 2023 speelt hij bij de Italiaanse club Venezia FC. Idzes komt uit voor het Indonesische nationale elftal.

## Carrière

### FC Eindhoven
Jay Idzes speelde in de jeugd van Mifano, PSV, VVV-Venlo/Helmond Sport en FC Eindhoven. Hier speelt hij ook zaalvoetbal, en werd ook geselecteerd voor Nederlandse jeugdzaalvoetbalelftallen. Hij debuteerde voor FC Eindhoven op 28 april 2018, in de met 1-1 gelijkgespeelde uitwedstrijd tegen FC Oss. Idzes kwam in de 89e minuut in het veld voor Hervé Matthys. In het seizoen 2018/19 werd hij een vaste basisspeler bij Eindhoven. Hij kwam tot 57 wedstrijden voor FC Eindhoven, voordat in de zomer van 2020 zijn contract bij de Eindhovenaren afliep en hij transfervrij vertrok.

### Go Ahead Eagles
Diezelfde zomer trok Idzes naar Go Ahead Eagles. Dit leverde problemen op aangezien zowel Idzes als FC Eindhoven het aflopende contract niet formeel hadden opgezegd, waardoor het automatisch verlengd werd. Na enige vertraging tekende Idzes toch voor Go Ahead Eagles, waar hij een contract tot medio 2023 tekende. Hij maakte op 30 augustus tegen FC Dordrecht (0-0) zijn debuut voor Go Ahead. Op 10 oktober scoorde hij tegen MVV Maastricht (2-0) overwinning zijn eerste goal uit zijn carrière. Dat seizoen speelde Idzes in 31 van de 38 competitiewedstrijden mee, waaronder in de laatste speelronde. Hierin won het met 1-0 van SBV Excelsior en door puntenverlies van De Graafschap werd Go Ahead tweede, wat directe promotie naar de Eredivisie betekende.
Op 28 augustus 2021 maakte Idzes zijn Eredivisiedebuut in de thuiswedstrijd met Sparta Rotterdam (2-0 winst). Dat seizoen eindigde Idzes met Go Ahead dertiende in de Eredivisie en bereikte het bovendien de halve finale van de KNVB beker, waarin het verloor van PSV.

### Venezia FC
In juni 2023 vertrok Idzes naar de Italiaanse club Venezia FC. In juni 2024 promoveerde Idzes via de play-offs met zijn ploeg naar de Serie A. Bij Venezia werd hij aanvoerder.

## Statistieken
| Seizoen                      | Club            | Competitie     | Competitie | Competitie | Beker | Beker | Overig | Overig | Totaal | Totaal |
| Seizoen                      | Club            | Competitie     | Wed.       | Dlp.       | Wed.  | Dlp.  | Wed.   | Dlp.   | Wed.   | Dlp.   |
| ---------------------------- | --------------- | -------------- | ---------- | ---------- | ----- | ----- | ------ | ------ | ------ | ------ |
| 2017/18                      | FC Eindhoven    | Eerste divisie | 1          | 0          | 0     | 0     | –      | –      | 1      | 0      |
| 2018/19                      | FC Eindhoven    | Eerste divisie | 33         | 0          | 1     | 0     | –      | –      | 34     | 0      |
| 2019/20                      | FC Eindhoven    | Eerste divisie | 20         | 0          | 2     | 0     | –      | –      | 22     | 0      |
| 2020/21                      | Go Ahead Eagles | Eerste divisie | 31         | 1          | 2     | 0     | –      | –      | 33     | 1      |
| 2021/22                      | Go Ahead Eagles | Eredivisie     | 21         | 0          | 4     | 0     | –      | –      | 25     | 0      |
| 2022/23                      | Go Ahead Eagles | Eredivisie     | 32         | 1          | 3     | 1     | –      | –      | 35     | 2      |
| 2023/24                      | Venezia FC      | Serie B        | 25         | 3          | 1     | 0     | 4      | 0      | 30     | 3      |
| 2024/25                      | Venezia FC      | Serie A        | 26         | 1          | 1     | 1     | –      | –      | 27     | 2      |
| Carrièretotaal               | Carrièretotaal  | Carrièretotaal | 189        | 6          | 14    | 1     | 4      | 0      | 207    | 8      |
| Bijgewerkt op 14 maart 2025. |                 |                |            |            |       |       |        |        |        |        |